# Parafia Niepokalanego Poczęcia Najświętszej Maryi Panny w Niemczy
Parafia Niepokalanego Poczęcia Najświętszej Maryi Panny w Niemczy – znajduje się w dekanacie piławskim w diecezji świdnickiej. Była erygowana w XII wieku. Jej proboszczem jest ks. Tadeusz Pita.